# A KITE
《A KITE》是GREEN BUNNY公司於1998年2月25日發售全2卷的成人動畫，是集原作、編劇、人物設定、分鏡、導演一身的梅津泰臣操刀作品。
之後另有發行刪去成人畫面、強調動作及打鬥要素的國際版。

## A KITE

### 故事簡介
在日本，擁有女子高中生和殺手雙重面貌的美少女砂羽，生存在黑暗世界下，砂羽唯一能視作心靈寄託的對象，是同樣生存在這個世界的謎樣少年音不利。
這兩人從一次任務認識後互相吸引，直到音不利背叛組織，砂羽追殺他才驚覺萌生出愛情。即使如此暗殺組織的戒律優先執行。最終，砂羽了結這一切後，究竟又到了何處？

### 登場人物
砂羽（配音：鳴瀬琴美）
女主角，為高中生。12歲時，雙親遭受赤井殺害，並被他帶走。知道雙親的仇人是赤井後，萌生出為了向他復仇而做殺手的想法。
每天晚上淪為赤井的玩物，但為了復仇仍繼續忍耐下去。
音不利（配音：小山田慎吾）
神秘少年殺手，等待早日恢復自由之身的日子，射擊技巧強大。
赤井（配音：澀澤五郎）
表面上是鑑識課的警察職員，實際上是殺害砂羽雙親並帶走她的兇手。教授砂羽暗殺術，同時當作性欲發洩出口。
蟹江（配音：的場辰夫）
赤井的夥伴。傳遞殺人委託給砂羽和音不利的斜視男。愛好速食。和赤井一樣，視女人為性慾發洩的出口。

### 製作人員
- 企畫 - 金木怪男、天地悠大
- 原作、編劇、人物設定、分鏡、導演 - 梅津泰臣
- 監修 - Dr.POCHI
- 作画監督 - 岩井優器、梅津泰臣
- 美術監督 - 池端茂
- 攝影監督 - 森口洋輔
- 音樂 - アン・フー
- 製片人 - 雅太郎、越中おさむ
- 動畫制作 - Arms
- 銷售商 - GREEN BUNNY（日语：グリーンバニー）
- 製作 - Happinet

### 商品資訊
- A KITE VOL.1－VHS、LD：1998年2月25日發售 / DVD：1998年7月25日發售
- A KITE VOL.2－VHS、LD：1998年9月25日發售 / DVD：1998年12月18日發售
- A KITE INTERNATIONAL VERSION－VHS/DVD：2000年7月25日發售

將VOL.1和VOL.2合併編輯，推出國際版本。刪除原先成人畫面，依舊是限制級。還有加上有英語配音切換。
- A KITE PREMIUM COLLECTORS VERSION－DVD：2007年12月21日發售

作為『KITE LIBERATOR』製作記念、將VOL.1、VOL.2、INTERNATIONAL VERSION合併收錄的廉價版。附贈『KITE LIBERATOR』先行宣傳影像。

## 真人版電影
2011年本作宣佈由南非和墨西哥改拍成真人電影《殺手少女》，原定導演人選為大衛·艾利斯（David Richard Ellis）。但後來因艾利斯於2013年猝逝，而交棒給雷夫·基曼（Ralph Ziman）執導，由英迪雅·艾斯利、卡倫·麥克奧利菲、山繆·傑克森等主演。真人版於2014年在美國上映，日本則於2015年4月11日上映。

## KITE LIBERATOR
KITE LIBERATOR是2008年3月21日發售的OVA動畫。片長57分鐘。一般向作品。

### 發行
2007年10月25日在第20回東京國際影展自主企劃「animecs TIFF 2007」上放映。DVD在美國熱賣。目前尚未有發表續篇的製作消息。

### 故事簡介
完成雙親的復仇後砂羽下落不明。過了幾年之後，城市的黑暗裡，以稚嫩的手抹殺掉目標的「死之天使」再度舞動了起來。過著普通高校生活的少女·野口百南花於黑暗世界的工作。那個不為人知的過去、現在已經死去的赤井的因果究竟!?即使受命運的捉弄也，決心不再絕望下百南花的力量和纖細的心，所以那雙眼睛前面會看到怎樣的未來呢!?

### 登場人物
名字的由來多數以宇宙飛行員來命名。(野口聰一、土井隆雄、若田光一等)
野口 百南花（配音：井上麻里奈）
女主人公。表世界是成績優秀的女子高中生、眼鏡娘、餐廳「阿波羅11號」的看板偶像。裏世界是戴著隱形眼鏡和改變髮型化身為人稱「死之天使」的殺手。講話有京都腔調。
野口 折外（配音：小山力也）
百南花的父親。在宇宙執行好幾年勤務的宇宙飛行員。將愛女交給自己的弟弟一象照顧並定期給予養育費和給愛女的禮物。故事中，因藥物而怪物化。講話也有京都腔調。
土井 光一（配音：佐藤節二）
食品界龍頭的巨大企業「帝法伊・芙德(デファイ・フード)」的宇宙食品開發部主任。膽小性格的男人。
野口 一象（配音：乃村健次）
外折的弟弟。計程車司機。知道百南花是「阿波羅11號」的看板偶像。百南花的殺手工作未發現。
野口 愛月（配音：真堂圭）
一象的獨生女。百南花的表姊妹兼好友的陽光型女子高中生。和一象一樣，未發現百南花的殺手工作。
我賀 倫（配音：森田成一）
轄區內警察署生活安全部保安課的年輕刑事。對在「阿波羅11號」工作的百南花有好感，某一天發現她未成年。但未發現殺手工作之事。
雨津 都呂九郎（配音：麥人）
「阿波羅11號」的經營者兼店長。表世界是知道百南花是未成年還雇用的好色男。裏世界是經營非法武器販賣及服務製造業的商人。
向井 万夏（配音：岡村明美）
「阿波羅11號」的服務員。單親家庭的強勢美女。從不會對人訴說辛酸的過去。
追音 貴知/追音 香衣（YASUHIRO）
震撼世間最差勁的雙胞胎連續殺人犯。

### 製作人員
- 企画 - 鈴木径男（ハピネット・ピクチャーズ）、鈴木雅人、草野啓二（スタジオ旗艦）、ジョン・シラベラ（メディアブラスターズ）
- 原作・監督・脚本・分鏡・演出・人物設定 - 梅津泰臣
- 作畫監督 - 梅津泰臣、金子秀一
- 道具設計 - 金子秀一
- 3D制作 - デジタル・フロンティア、スタジオトリコ
- 美術設定 - 平田秀一
- 美術監督 - 佐藤豪志、若松栄司（草薙）
- 色彩設計 - 中田亮大
- 撮影監督 - 菅原徹（スタジオコスモス）
- 編集 - 瀬山武司（瀬山編集室）
- 音樂 - 石川智久
- 音樂制作 - ランティス
- 音響監督 - 清水勝則
- 音響効果 - 神保大介
- 音響制作 - ザック・プロモーション
- 製片人 - 楠原真理子、越中おさむ、羽山陽子
- 動畫制作 - Arms
- 製作 - 「KITE LIBERATOR」製作委員会

### 商品資訊
- 『KITE LIBERATOR』－DVD:2008年3月21日發售

### 漫畫版
原作是梅津泰臣、作畫為小宮利公、出版社：KILL TIME COMMUNICATION。
2007年9月27日，漫畫版於漫畫女武神上連載。漫畫版單行本於2008年9月30日發售。

## 文獻資料
1. ↑  .   [2009-06-09]. （原始内容存档于2009-06-09）.
2. ↑  . おたぽる. 2015-04-03  [2018-05-04]. （原始内容存档于2018-05-04） （日语）.

## 外部連結
- 互联网电影数据库（IMDb）上《A KITE》的资料（英文）
- （日語） 『KITE LIBERATOR』公式網站
- （日語） 『KITE LIBERATOR』漫畫公式網站（页面存档备份，存于）